# The Music Man (musical)
The Music Man és un musical amb llibret, música i lletres de Meredith Willson, basat en una història de Willson i Franklin Lacey. La trama es refereix a l'estafador Harold Hill, que es fa passar per organitzador i líder d'una banda de nois i ven instruments i uniformes de banda a gent ingenua del Midwest, prometent formar els membres de la nova banda. Harold no és músic, però, i té previst fugir de la ciutat sense donar cap classe de música. La bibliotecària de Prim i professora de piano Marian ho veu a través d'ell, però quan Harold ajuda el seu germà petit a superar el seu ceixeix i la seva incomoditat social, la Marian comença a enamorar-se d'ell. S'arrisca a ser atrapat per guanyar-se el seu cor.
L'any 1957, l'espectacle es va convertir en un èxit a Broadway, guanyant cinc premis Tony, inclòs el de millor musical, i realitzà 1.375 actuacions. L' àlbum del repartiment va guanyar el primer premi Grammy al millor àlbum de teatre musical i va passar 245 setmanes a les llistes de Billboard. L'èxit de l'espectacle va portar a diversos revivals a Broadway i al West End, una popular adaptació cinematogràfica de 1962 i una adaptació televisiva de 2003. The Music Man és produït amb freqüència per companyies de teatre professionals i amateurs i és una opció popular per a produccions de secundària i universitàries.

## Fons
Meredith Willson es va inspirar en la seva infància a Mason City, Iowa, per escriure i compondre el seu primer musical, The Music Man. Willson va començar a desenvolupar aquest tema a les seves memòries de 1948, And There I Stood With My Piccolo. Primer es va acostar als productors Cy Feuer i Ernest Martin per a un especial de televisió, i després al productor de la Metro-Goldwyn-Mayer Jesse L. Lasky. Després d'aquests i altres intents infructuosos, Willson va convidar Franklin Lacey per ajudar-lo a editar i simplificar el llibret. En aquest moment, Willson va considerar eliminar un llarg diàleg sobre els greus problemes que enfronten els pares de River City. Willson es va adonar que sonava com una lletra i la va transformar en la cançó "Ya Got Trouble". Willson va escriure sobre les seves proves i tribulacions per portar l'espectacle a Broadway al seu llibre But He Doesn't Know the Territory.
El personatge Marian Paroo es va inspirar en Marian Seeley de Provo, Utah, que va conèixer Willson durant la Segona Guerra Mundial, quan Seeley era bibliotecari de registres mèdics. A la producció original (i la pel·lícula), la Junta Escolar va ser interpretada pels Campions del Quartet Internacional de 1950 de la the Society for the Preservation and Encouragement of Barber Shop Quartet Singing in America (SPEBSQSA), els Buffalo Bills. Robert Preston afirmà que va aconseguir el paper d'Harold Hill malgrat el seu limitat rang de cant perquè, quan va anar a l'audició, estaven fent que els homes cantéssin "Trouble". Els productors van considerar que seria la cançó més difícil de cantar, però amb la seva formació com a actor, era la més fàcil per a Preston.
Originalment titulada The Silver Triangle, les primeres versions de la història es van centrar en un nen parcialment paralitzat, Jim Paroo, a qui la gent del poble volia enviar a una institució per a nens amb discapacitat. La trama girava al voltant de Harold Hill trobant un instrument musical que el nen pogués tocar: un triangle. En alguns esborranys, Jim també era no verbal. Willson va tenir una epifania mentre reflexionava sobre la cançó "Wells Fargo Wagon", en la qual un jove coixí cantava un dels versos. "Aquí hi ha aquest nen que ni tan sols està identificat", va recordar Willson a les seves memòries de 1957. "Només un nen cecec, però de totes maneres et colpeja amb una mica de màgia. Imagineu-vos si el nen cefeig fos algú que coneixem, algun personatge de la història."Willson es va adonar de sobte que aquest jove podria ser el nen amb discapacitat. Al llibre acabat, Winthrop Paroo està gairebé en silenci i dubta a parlar a causa d'un ceixeix, però inesperadament esclata en cant quan arriba el vagó de Wells Fargo amb la seva nova corneta.

## Produccions

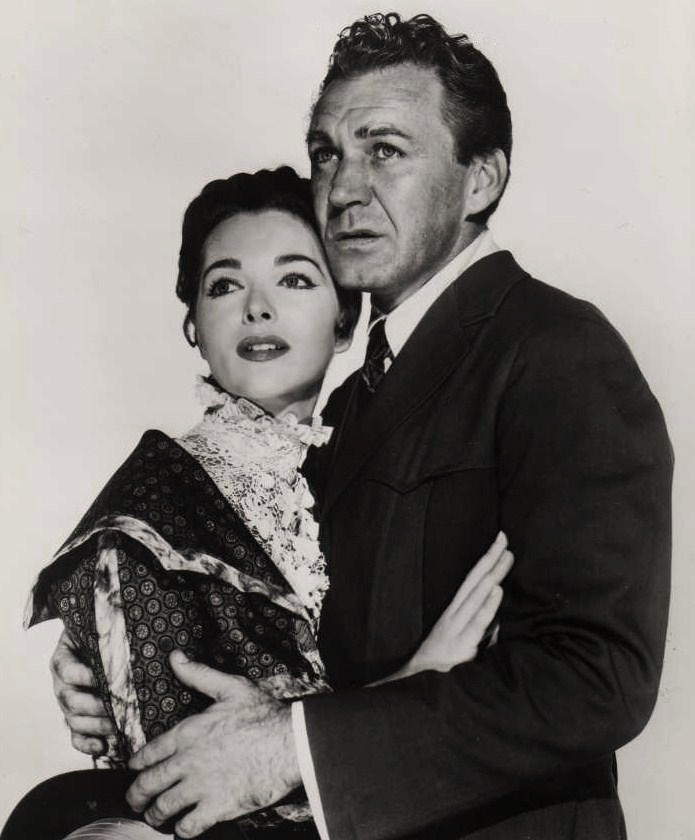
Weldon i Tucker a la gira nacional, 1960

### Producció original de Broadway
Després d'anys de desenvolupament, un canvi de productors, gairebé quaranta cançons (se'n van retallar vint-i-dues) i més de quaranta esborranys, la producció original de Broadway va ser produïda per Kermit Bloomgarden, dirigida per Morton DaCosta i coreografiada per Onna White. The Music Man es va estrenar el 19 de desembre de 1957 al Majestic Theatre.Va estar al Majestic durant gairebé tres anys abans de traslladar-se a The Broadway Theatre i completar les seves 1.375 representacions el 15 d'abril de 1961. El repartiment original incloïa Robert Preston (que va repetir el seu paper a l'adaptació a la pantalla de 1962) com a Harold Hill, Barbara Cook com a Marian, Eddie Hodges com a Winthrop, Pert Kelton com a senyora Paroo, Iggie Wolfington com a Marcellus Washburn i David Burns com a alcalde Shinn.
Preston va abandonar la companyia el gener de 1959 i va ser substituït per Eddie Albert durant 18 mesos. El juny de 1960 Preston va tornar durant dues setmanes fins que el seu successor Bert Parks el va poder substituir. Parks va acabar la carrera de Broadway mentre Preston estava ocupat amb la versió de pantalla. Paul Ford va ser un reemplaçament de David Burns com a alcalde Shinn, després va repetir el paper a la versió cinematogràfica.
Howard Bay va dissenyar els decorats. Don Walker va orquestrar la partitura. El musical va guanyar cinc premis Tony, inclòs el de millor musical, guanyant el mateix any que  West Side Story va ser nominat per al premi. Preston, Cook i Burns també van guanyar. Liza Redfield es va convertir en la primera dona a ser la directora a temps complet d'una orquestra de Broadway quan va assumir el paper de directora musical per a l'últim any d'actuacions de la producció original a partir del maig de 1960. La llarga trajectòria nord-americana. La gira va començar el 1958, protagonitzada per Forrest Tucker com Hill i Joan Weldon com Marian.

#### Recepció
Tot i que West Side Story s'havia estrenat només tres mesos abans, The Music Man va capturar públic, crítics i cinc premis Tony, inclòs el millor musical. El crític de teatre del The New York Times Brooks Atkinson va escriure a la seva ressenya: "Si Mark Twain hagués pogut col·laborar amb Vachel Lindsay, podrien haver ideat una alosa rítmica com The Music Man, que és tan americà com el pastís de poma i una oració del Quatre de Juliol... The Music Man és un espectacle meravellós, arrelat en una tradició sana i còmica."
Walter Kerr, del Herald Tribune, va descriure amb entusiasme l'escena inicial del musical: "És el ritme que ho fa. L'obertura de The Music Man s'apaga amb un parell de xiulets bons i aguts i un so de la meitat dels metalls. el fossat, amb els trombons més contundents aixecant-se dempeus en un esclat d'entusiasme. El teló s'aixeca per revelar el motor més enèrgic del ferrocarril de Rock Island (al voltant de 1912) que s'enfila pel prosceni amb un fum real que surt de la seva xemeneia rodant pels rails". Kerr va qualificar a Preston d'"infatigable: té ganes i ganes i un gran somriure per a una altra melodia de marxa". Robert Coleman del New York Daily Mirror va escriure que el productor "va fer 10 cops en aconseguir Robert Preston per al paper principal", afirmant que Preston "passa la peça de manera dinàmica, actua amb gratitud, canta com si ho hagués estat fent tota la vida i ofereix passos que el farien puntuar a les cartes dels jutges de dansa".
Frank Aston, del New York World-Telegram and Sun va declarar "Es mereix durar almenys una dècada", especialment elogiant l'actuació de Barbara Cook com a Marian: "Si tots els nostres stack-tenders semblaven, cantaven, ballessin i actuessin com la senyoreta Barbara, l'aprenentatge de llibres d'aquesta nació seria aclaparador". John Chapman del Daily News va declarar The Music Man "una de les poques grans comèdies musicals dels últims 26 anys", afirmant que Of Thee I Sing (1931) "va establir un estàndard per a la diversió i la invenció que poques vegades s'ha assolit. El seu igual va arribar l'any 1950,  Guys and Dolls, i jo diria que The Music Man se situa entre aquests dos". A Journal-American, John McClain va considerar l'espectacle "un èxit enorme. Aquesta salutació de Meredith Willson al seu Iowa natal farà que fins i totOklahoma! miri els seus llorers".

### Primeres produccions d'Austràlia i Regne Unit
La primera producció australiana va tenir lloc del 5 de març de 1960 al 30 de juliol de 1960 al Princess Theatre de Melbourne, i al Tivoli Theatre de Sydney del 13 de desembre de 1960 al 4 de febrer de 1961. La primera producció del Regne Unit. va obrir a Bristol Hippodrome, traslladant-se al West End de Londres a l'Adelphi Theatre el 16 de març de 1961, protagonitzat per Van Johnson, Patricia Lambert, C. Denier Warren, Ruth Kettlewell and Dennis Waterman. Va tenir 395 funcions a l'Adelphi.

### Produccions posteriors
El juny de 1965 va tenir lloc un renaixement de dues setmanes al New York City Center, dirigit per Gus Schirmer Jr. i protagonitzat per Bert Parks com Harold Hill. Doro Merande i Sandy Duncanvan interpretar, respectivament, Eulalie i Zaneeta Shinn. Un revival de tres setmanes, dirigit i coreografiat per Michael Kidd, va tenir lloc el juny de 1980, també a City Center. El repartiment incloïa Dick Van Dyke com a Hill, Meg Bussert com a Marian, Christian Slater com a Winthrop, Carol Arthur com a senyora Paroo i Iggie Wolfington (que va interpretar a Marcellus a la producció de 1957) com a alcalde Shinn.
El 1987, es va presentar una traducció xinesa del musical al Teatre Central de l'Òpera de Pequín. La New York City Opera va organitzar un revival de febrer a abril de 1988, dirigida per Arthur Masella i coreografiada per Marcia Milgrom Dodge, protagonitzada per Bob Gunton com Hill, amb Muriel Costa-Greenspon com Eulalie i James Billings com Marcellus.
Un nou revival a Broadway, dirigit i coreografiat per Susan Stroman, es va estrenar el 27 d'abril de 2000 al Neil Simon Theatre, on va tenir 699 funcions i 22 prèvies. El repartiment incloïa Craig Bierko (fent el seu debut a Broadway) com a Hill i Rebecca Luker com a Marian. Robert Sean Leonard i Eric McCormack van interpretar Hill més tard en la carrera. La producció va ser nominada a vuit premis Tony però no va guanyar cap.
El 2008, hi va haver un revival al Chichester Festival Theatre, Anglaterra, protagonitzat per Brian Conley com Hill i Scarlett Strallen com Marian.

### Revival de Broadway del 2022

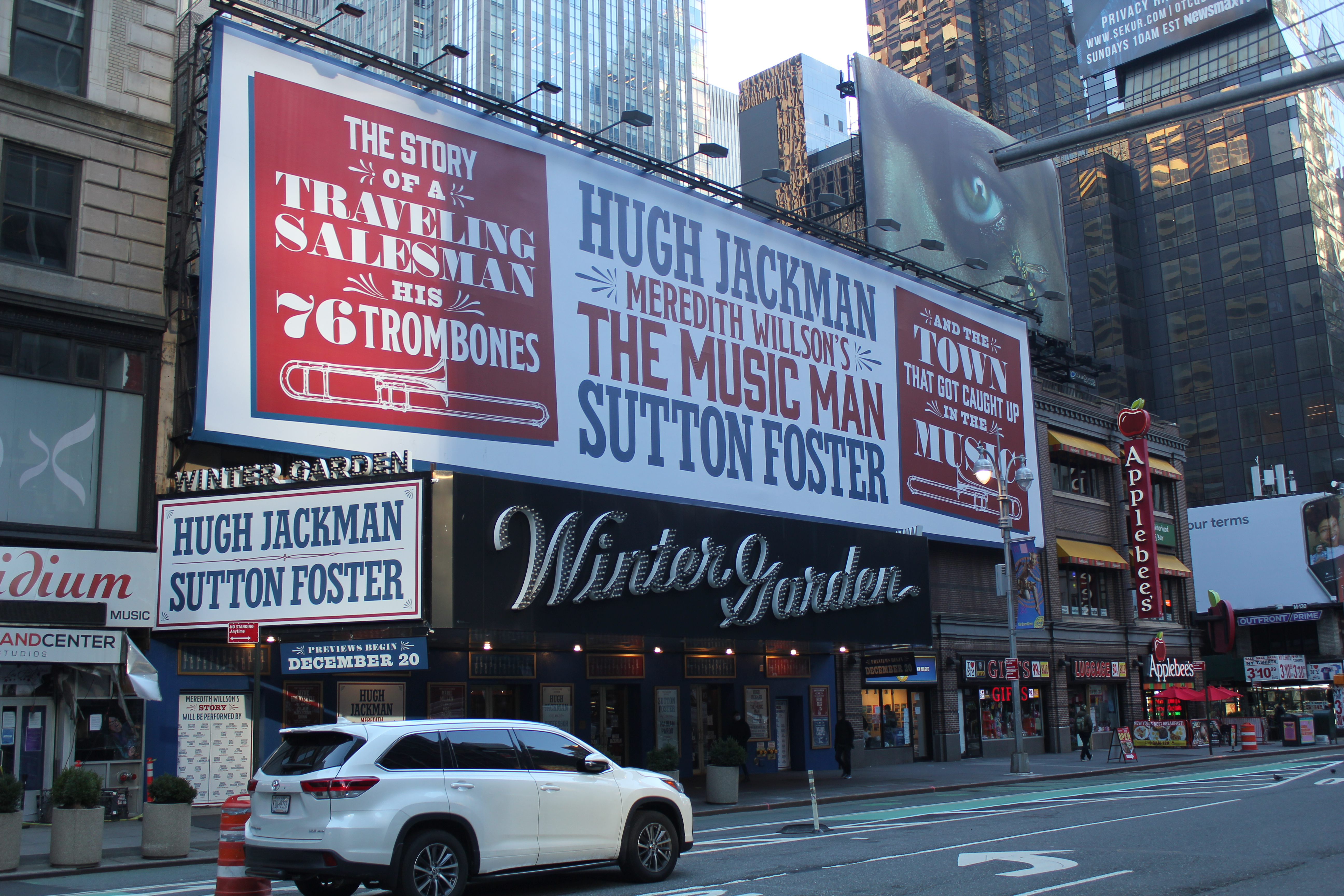
Marquesina del revival de Broadway del 2022, tal com es veu al Winter Garden Theatre

Un nou revival de Broadway va començar les preestrenes el 20 de desembre de 2021 i es va estrenar el 10 de febrer de 2022 al Winter Garden Theatre. La producció era protagonitzada per Hugh Jackman com a Hill i Sutton Foster com a Marian amb Jefferson Mays com a alcalde, Jayne Houdyshell com a senyora Shinn, Shuler Hensley com a Marcellus, Marie Mullen com a senyora Paroo, Benjamin Pajak com a Winthrop, Remy Auberjonois com a Charlie Cowell, Phillip Boykin com Olin Britt i Eddie Korbich com Jacey Squires. Va ser produïda per Kate Horton, Barry Diller i David Geffen i dirigida per Jerry Zaks, amb coreografia de Warren Carlyle. Comptava amb escenografia i vestuari de Santo Loquasto, il·luminació de Brian MacDevitt i so de Scott Lehrer. La producció s'havia d'estrenar el 2020, però es va retardar a causa de la pandèmia de la COVID-19. Va suspendre les actuacions del 28 de desembre de 2021 al 5 de gener de 2022, després que Jackman donés positiu per COVID-19.
La producció va rebre crítiques diverses, però va ser un èxit a taquilla, amb 3,5 milions de dòlars en venda d'entrades durant la setmana del 22 de març de 2022, més que qualsevol espectacle des que va començar la pandèmia. Va ser nominada a sis premis Tony, inclòs el millor revival d'un musical, però no va guanyar cap. Va rebre un premi especial del món del teatre per "Conjunt excepcional" als 21 membres del repartiment que feien els seus debuts a Broadway en el revival. En el costat negatiu, Jesse Green, a The New York Times, va declarar que el revival era "pla" i "antiquat". Va criticar la "actuació intel·ligent però estranyament interior" de Jackman i va considerar que l'actuació enginyosa i frontal de Foster es veia compromesa per la seva mala interpretació vocal. Johnny Oleksinski de The New York Post va descriure la producció com una "decepció", escrivint: "De vegades l'espectacle és fosc i de mal humor, decidit a no divertir-se massa amb una història sobre un estafador que al final guanya malgrat les seves feines. En d'altres, és... dolorosament cursi". Frank Scheck de The Hollywood Reporter va donar una crítica tèbia a la producció, titllant Jackman de "ni un gran cantant ni un ballarí particularment consumat" i comentant que Foster "no té una veu cristal·lina com la de les seves predecessores Barbara Cook i Shirley Jones, i moltes de les cançons no són realment adequades per a ella". No obstant això, va concloure que "irònicament, l'espectacle sembla urgentment oportú." En el costat positiu, a Variety, Marilyn Stasio va donar a la producció una crítica positiva, lloant totes les actuacions, direcció i dissenys, i anomenant-lo "Broadway vintage, però amb un estil grandiós i gloriós".

## Sinopsi

### Acte I
A principis d'estiu de 1912, a bord d'un tren que sortia de Rock Island, Illinois, Charlie Cowell i altres venedors ambulants debaten si les comoditats modernes estan dificultant la seva professió. Es parla del "professor" Harold Hill com aquell que té les habilitats de vendes que el fan immune a aquests canvis ("Rock Island"). Charlie diu que Hill és un estafador que promet formar bandes de música de nois, i després s'escapa de la ciutat després de pagar els instruments i els uniformes. A l'arribada del tren a River City, Iowa, un passatger surt del tren amb una maleta amb l'etiqueta "Professor Harold Hill".
Després que la gent del poble de River City descrigui la seva reservada "actitud de xip a l'espatlla" ("Iowa Stubborn"), Harold veu el seu vell amic i còmplice, Marcellus Washburn, qui s'ha tornat "legítim" i ara viu a la ciutat. Marcellus li diu a Harold que l'única persona que el podria exposar és l'únic músic format de la ciutat, Marian Paroo, la bibliotecària que dona classes de piano. També informa a Hill que s'acaba de lliurar una nova taula de billar a la sala de billar local de la ciutat, de manera que, per posar en marxa el seu pla, Harold convenç els pares de River City dels "problemes" que poden venir d'una taula de billar a la comunitat ("Ya Got Trouble"). Harold segueix a Marian a casa, intentant coquetejar amb ella, però ella el ignora. Marian dona una lliçó de piano a una nena anomenada Amaryllis mentre discuteix amb la seva mare vídua sobre els seus alts "estàndards pel que fa als homes"; ella esmenta la home que la va seguir a casa ("Piano Lesson/If You Don't Mind My Saying So"). El germà de 10 anys de la Marian, Winthrop, arriba a casa. Amaryllis, a qui en secret li agrada Winthrop, però se'n riu perquè és papissot, li pregunta Marian a qui li hauria de dir bona nit a l'estrella del vespre, ja que no té amor, Marian li diu que només li digui bona nit a "algú" ("Goodnight, My Someone").
L'endemà, l'alcalde Shinn i la seva prepotent esposa Eulalie MacKecknie Shinn lideren les festes del Dia de la Independència al gimnàs de l'escola secundària ("Columbia, the Gem of the Ocean"), però són interromputs per un petard engegat per Tommy Djilas. Harold puja a l'escenari i anuncia a la gent del poble que evitarà "el pecat i la corrupció" de la presència de la taula de billar formant una banda de nois ("Ya Got Trouble [reprise]/Seventy-Six Trombones"). L'alcalde Shinn, propietari de la sala de billar, diu al consell escolar que s'investiguin les credencials d'Harold, però Harold fa que cantin com a Quartet de barberia per distreure'ls ("Gelat/Sincer"). Harold també posa a la Zaneeta, la filla gran de l'alcalde, amb Tommy, i el convenç perquè treballi com a assistent. Després d'un altre rebuig per part de la Marian, Harold està decidit a guanyar-la ("The Sadder But Wiser Girl"). Les dones de la ciutat estan molt emocionades amb la banda i el comitè de ball de dones que Harold té previst formar. Esmenta Marian, i donen a entendre (falsament, resulta) que ella va tenir una aventura amb un avar, ara difunt, que va deixar l'edifici de la biblioteca a la ciutat, però va deixar tots els llibres a Marian. Adverteixen a Harold que defensa els "llibres bruts" de "Chaucer, Rabelais i Balzac" ("Pick-a-Little, Talk-a-Little"). El consell escolar arriba per revisar les credencials d'en Harold, però ell les condueix en la cançó i se'n va ("Goodnight, Ladies").
L'endemà, Harold entra a la biblioteca per cortejar a Marian de debò ("Marian the Librarian"). Per un moment, oblida el seu decor i balla amb Harold i els adolescents. Harold la fa un petó; quan intenta donar-li una bufetada, li colpeja accidentalment en Tommy. Amb l'ajuda d'en Tommy, Harold inscriu a tots els nois de la ciutat per formar part de la seva banda, inclòs Winthrop. A la senyora Paroo li agrada Harold i intenta esbrinar per què en Marian no li interessa. Marian descriu el seu home ideal ("My White Knight", reescrit per a la versió cinematogràfica com "Being in Love"). Es proposa donar a l'alcalde Shinn proves contra Harold que va trobar al Indiana State Educational Journal, però són interromputs per l'arribada del vagó de la Wells Fargo que lliura els instruments de la banda ("The Wells Fargo Wagon"). Quan Winthrop està tan content amb la seva nova corneta, abandona totalment la seva timidesa i consciència de si mateix, Marian comença a veure Harold sota una nova llum. Ella arrenca la pàgina incriminatòria del Diari abans de donar el llibre a l'alcalde Shinn.

### Acte II
Les dames assagen la seva dansa clàssica al gimnàs de l'escola mentre el consell escolar practica el seu quartet ("It's You") per al gelat social. Marcellus i els adolescents de la ciutat interrompen l'entrenament de les dones i es fan càrrec del gimnàs mentre ballen ("Shipoopi"). Harold agafa la Marian per ballar amb ella, i tots els adolescents s'hi uneixen. Al final del ball, l'alcalde denuncia amb ràbia la relació de Tommy amb la seva filla. Pel que fa a la corneta de Winthrop, Marian després pregunta a Harold sobre la seva afirmació que "no t'has de molestar amb les notes". Explica que això és el que ell anomena "The Think System", i s'encarrega de trucar a Marian per parlar-ne. Les senyores del poble demanen a Marian que s'uneixi al seu comitè de dansa, ja que era "tan estimada ballant el Shipoopi" amb el professor. Hill ("Pick-a-Little, Talk-a-Little" [Repetició]). Han revertit les seves opinions sobre els seus llibres i li diuen amb ganes que "la professora ens va dir que llegim aquells llibres, i simplement els vam adorar tots!"
Aquella nit, el consell escolar intenta tornar a recollir les credencials d'en Harold, però aquest aconsegueix que tornin a cantar i s'escapa ("Lida Rose"). Mentrestant, la Marian està asseguda al seu porxo pensant en Harold ("Will I Ever Tell You?"). Winthrop torna a casa després de passar temps amb Harold i explica a Marian i a la senyora Paroo la ciutat natal d'en Harold ("Gary, Indiana"). Mentre Marian espera sola a Harold, el venedor ambulant Charlie Cowell entra amb proves contra Harold, amb l'esperança de dir-ho a l'alcalde Shinn. Només té uns minuts abans que el seu tren surti, però s'atura per coquetejar amb Marian. Ella el retarda perquè no tingui temps d'entregar les proves, i finalment el besa. Mentre sona el xiulet del tren, ella l'allunya. Charlie li diu a Marian que Harold té una noia a "cada comtat d'Illinois, i són "102 comtats!"
Arriba Harold, i després de recordar-li els rumors falsos que ha sentit sobre ella, es convenç que en Charlie va inventar tot el que li va dir. Acorden trobar-se a la passarel·la, on en Marian li explica la diferència que ha fet en la seva vida ("Till There Was You"). Marcellus interromp i li diu a Harold que han arribat els uniformes. Insta a Harold a agafar els diners i a fugir, però Harold es nega a marxar, insistint: "He pujat de rang... i no dimitiré sense la meva comissió". Torna a la Marian, que li diu que ella sap des de tres dies després que arribés que és un estafador. (Harold va afirmar anteriorment haver-se graduat al Gary Conservatory el 1905, però Gary, Indiana, no es va fundar fins al 1906.) Com que ella l'estima, li dona la pàgina incriminatòria del Indiana State Educational Journal. Se'n va, prometent veure'l més tard al Sociable. Amb els seus plans per a la banda de nois i Marian encara millor del previst, Harold canta amb confiança "Seventy-Six Trombones". Mentre escolta Marian cantant "Goodnight My Someone", Harold s'adona de sobte que està enamorat de Marian; ell i la Marian canten un fragment de les cançons de l'altre.
Mentrestant, Charlie Cowell, que ha perdut el tren, arriba al gelat social i denuncia Harold Hill com un frau. La gent del poble comença una agitada recerca d'Harold. Winthrop té el cor trencat i li diu a Harold que desitja que Harold no hagués vingut mai a River City. Però la Marian li diu a Winthrop que creu tot el que va dir Harold, perquè es va fer realitat de la manera com tots els nens de la ciutat van parlar i actuar aquell estiu. Ella i Winthrop insten a Harold a fugir. Ell decideix quedar-se i li diu a Marian que mai es va enamorar fins que la va conèixer ("Till There Was You" [Repetició]). Llavors, l'agent emmanilla a Harold i se'l porta.
L'alcalde Shinn dirigeix una reunió al gimnàs de l'escola secundària per decidir què fer amb Harold i pregunta: "On és la banda? On és la banda? ", defensa en Marian en Harold. Tommy entra com a tambor major, seguit dels nois uniformats amb els seus instruments. Marian insta a Harold a liderar la River City Boys' Band al Minuet en sol de Beethoven. Malgrat la limitada capacitat musical dels nois, els pares del públic estan tanmateix encantats amb la vista dels seus fills tocant música. Fins i tot l'alcalde Shinn és guanyat i, mentre la gent del poble anima, Harold és alliberat als braços de Marian ("Finale").

## Números musicals
Notes
Com que aquest musical es refereix a una banda de música, l'orquestració de diversos dels números inclou instruments de banda.
"Lida Rose" i "Will I Ever Tell You", cantades primer per separat i després simultàniament, són exemples de contrapunt de Broadway (cançons amb lletres separades i melodies separades que harmonitzen i estan dissenyades per ser cantades juntes). De la mateixa manera, "Pickalittle" i "Good Night Ladies" també es canten primer per separat, i després en contrapunt. El contrapunt de Willson s'enfonsa, juntament amb dues parelles de cançons de contrapunt dels musicals d'Irving Berlin, al musical de 1959 Little Mary Sunshine, on es combinen tres cançons de contrapunt: "Playing Croquet", "Swinging" i "How Do You Do?" "Goodnight, My Someone" és la mateixa melodia, en temps de vals, que la marxa-tempo ""Seventy-six Trombones".
A la pel·lícula de 1962, els revivals de 1980 i 2000, i algunes produccions d'aficionats i regionals, "Gary, Indiana" és cantada a l'acte 1 per Harold (pel·lícula de 1962) i Mrs. Paroo (entre "Marian the Librarian") " i "My White Knight"), amb Winthrop cantant-ne una repetició a l'acte 2 (amb Mrs. Paroo i Marian Paroo el 2000).

## Repartiments i personatges

### Repartiments
| Personatge         | Repartiment original de Broadway 1957 | Original del West End 1961 | Pel·lícula 1961  | Revival de Broadway 2000 | Pel·lícula 2003   | Revival de Broadway 2022 |
| ------------------ | ------------------------------------- | -------------------------- | ---------------- | ------------------------ | ----------------- | ------------------------ |
| Prof. Harold Hill  | Robert Preston                        | Van Johnson                | Robert Preston   | Craig Bierko             | Matthew Broderick | Hugh Jackman             |
| Marian Paroo       | Barbara Cook                          | Patricia Lambert           | Shirley Jones    | Rebecca Luker            | Kristin Chenoweth | Sutton Foster            |
| Marcellus Washburn | Iggie Wolfington                      | Bernard Spear              | Buddy Hackett    | Max Casella              | David Aaron Baker | Shuler Hensley           |
| Mayor Shinn        | David Burns                           | C. Denier Warren           | Paul Ford        | Paul Benedict            | Victor Garber     | Jefferson Mays           |
| Eulalie Shinn      | Helen Raymond                         | Nan Munro                  | Hermione Gingold | Ruth Williamson          | Molly Shannon     | Jayne Houdyshell         |
| Mrs. Paroo         | Pert Kelton                           | Ruth Kettlewell            | Pert Kelton      | Katherine McGrath        | Debra Monk        | Marie Mullen             |
| Winthrop Paroo     | Eddie Hodges                          | Dennis Waterman            | Ron Howard       | Michael Phelan           | Cameron Monaghan  | Benjamin Pajak           |

### Personatges
Personatges principals
| Character                | Description                                                        |
| ------------------------ | ------------------------------------------------------------------ |
| Professor Harold Hill    | Un estafador que pretén ser un venedor ambulant                    |
| Marian Paroo             | La bibliotecària municipal i professora de piano a temps parcial   |
| Marcellus Washburn       | El vell amic i antic còmpliced'en Harold, que ara viu a River City |
| Mayor George Shinn       | Un polític pompós que sospita de Hill                              |
| Eulalie Mackecknie Shinn | La dona de l'alcalde                                               |
| Mrs. Paroo               | La mare vídua de la Marian, immigrant irlandesa                    |
| Winthrop Paroo           | El germà petit i tímid de la Marian que és papissot                |

Personatges secundaris
| Personatge                              | Descripció |
| --------------------------------------- | --- |
| El Consell Escolar (Barbershop Quartet) | Quatre empresaris locals discutits units com a cantants per Hill (Olin Britt, Oliver Hix, Ewart Dunlop i Jacey Squires |
| Pickalittle Ladies                      | Les quatre amigues de xafarderies d'Eulalie (Alma Hix, Mrs. Squires, Ethel Toffelmier i Maud Dunlop)                   |
| Tommy Djilas                            | Un jove "del costat equivocat de la ciutat"; surt en secret amb Zaneeta Shinn                                          |
| Zaneeta Shinn                           | La filla gran de l'alcalde; surt en secret amb Tommy Djilas                                                            |
| Charlie Cowell                          | Un venedor d'enclusa que intenta exposar Hill com un frau i un estafador                                               |
| Constable Locke                         | L'agent de pau municipal                                                                                               |
| Amaryllis                               | La jove estudiant de piano de Marian                                                                                   |

## Configuració i referències de la cultura popular
The Music Man està ambientat a la ciutat fictícia de River City, Iowa, l'any 1912. La ciutat es basa en gran part al lloc de naixement de Willson, Mason City, Iowa, i molts dels personatges del musical es basen en persones que Willson va observar a la ciutat. El "riu" de River City és probablement el riu Mississipi prop de Davenport, Iowa : l'anunci del director de Rock Island "River City, Iowa! Cigarrets il·legals en aquest estat" implica creuar el Mississipi des de Rock Island, Illinois, a Iowa. L'any 1912 va ser una època de relativa innocència, com es va recordar el 1957 després de dues guerres mundials, la Gran Depressió i l'arribada de les armes atòmiques.
El musical inclou nombroses referències a la cultura popular de l'època. Per exemple, en fer el seu to, Harold Hill enumera músics i compositors popularsGilmore, Pat Conway, Giuseppe Creatore, W.C. Handy o John Philip Sousa. Algunes de les referències culturals són anacròniques: "Trouble" conté referències tant a Captain Billy's Whiz Bang, una revista mensual d'humor que no va començar a publicar-se fins a l'octubre de 1919, com a la "quasi cervesa" sense alcohol Bevo, que es va elaborar per primera vegada. el 1916. A més, Rafael Méndez (anomenat per Hill com "O'Mendez", un gran trompetista "irlandès") tenia sis anys el 1912.

## Enregistraments
La primera gravació de "Till There Was You" es va publicar abans de la versió original de l'àlbum de repartiment. Les còpies promocionals del senzill de 45 rpm, Capitol P3847, es van publicar el 26 de novembre de 1957, fins i tot abans que s'estrenés la producció de Broadway. Produït per Nelson Riddle, comptava amb la seva orquestra i la vocalista de 17 anys Sue Raney.
L'enregistrament original del repartiment va ser llançat per Capitol Records el 20 de gener de 1958, en versions estereofònica i monoaural i va ocupar el primer lloc a les llistes de Billboard durant dotze setmanes, romanent a les llistes durant un total de 245 setmanes. L' àlbum del repartiment va ser guardonat com a "Millor àlbum de repartiment original" a la primera cerimònia dels premis Grammy el 1958 i va ser inclòs el 1998 com a guanyador del premi Grammy Hall of Fame.
El 1959, el compositor i arranjador de jazz Jimmy Giuffre va llançar Jimmy Giuffre and His Music Men Play The Music Man, que consta d'arranjaments de jazz de cançons del musical. "Till There Was You" va ser coberta per Anita Bryant el 1959 com a senzill per a Carlton Records, arribant al número 30 del Billboard Hot 100. The Beatles van incloure "Till There Was You" al seu àlbum de 1963 With the Beatles (publicat com Meet the Beatles! als Estats Units). Rosemary Willson va dir més tard a The New York Times que la propietat del seu marit havia rebut més diners dels drets d'autor dels enregistraments dels Beatles de "Till There Was You" que no pas de la producció original del musical.
Al Manhattan Center es va gravar una gravació del repartiment amb el repartiment de revival del 2022 i s'espera que sigui publicada per Accidental Jacket Entertainment, produïda per Robert Sher, Brian Gillet i Huck Walton.

## A la cultura popular
La popularitat de The Music Man ha fet que sigui esmentat, citat, parodiat o pastichejat en diversos mitjans, com ara televisió, pel·lícules i música popular.

### Televisió
The Music Man ha estat parodiat en diversos programes de televisió, inclòs l'episodi de The Simpsons "Marge vs. the Monorail", escrit per Conan O'Brien. En algun moment durant el segon revival de Broadway, O'Brien va ser abordat per interpretar el paper d'Harold Hill durant una breu carrera, però finalment no va poder encaixar-ho en el seu horari. Diu, a la pista de comentaris del DVD de l'episodi dels Simpson esmentat anteriorment, que va ser l'elecció més difícil que mai ha hagut de fer professionalment, perquè The Music Man és un dels seus favorits. No obstant això, O'Brien va cantar com a presentador dels Premis Emmy del 2006 una versió paròdica de "Ya Got Trouble" al seu monòleg d'obertura dirigit a la NBC i la seva llisca en les classificacions.
El programa de televisió Family Guy ha parodiat el musical almenys tres vegades. A l'episodi "Brian Wallows and Peter's Swallows", Lois castiga els alts estàndards de Brian en una parodia de "Piano Lesson". En un altre episodi, "Patriot Games", Peter es mostra després d'aconseguir un touchdown liderant un estadi ple de gent en una interpretació de "Shipoopi", completa amb la coreografia de la pel·lícula. A l'episodi 22 de Boston Legal, "Men to Boys", Alan Shore canta una paròdia de la cançó "Trouble" per convèncer els clients d'un restaurant que no mengin el salmó. A Ally McBeal es van utilitzar diverses cançons de Music Man, per exemple a l'episodi de la temporada 2 "Sex, Lies and Politics" en què l'advocat John Cage estimula el jurat a cantar "Ya Got Trouble" amb ell. La temporada 2, l'episodi 15 (2012), "The Super Speedy Cider Squeezy 6000", del programa de televisió My Little Pony: Friendship Is Magic, fa nombroses al·lusions a The Music Man, inclosa una cançó basada en "Ya Got Trouble".
Keith Olbermann de MSNBC s'ha referit nombroses vegades al presentador de Fox News TV, Glenn Beck, com "Harold Hill" a l'aire.
Robert Hanson protagonitza una producció de teatre comunitària de The Music Man al programa original de Netflix 'Grace and Frankie.

### Cinema
A la pel·lícula de 1960 L'apartament, el personatge de Jack Lemmon rep entrades per a l'espectacle, però es posa dempeus al Majestic Theatre. A Romy and Michele's High School Reunion (1997), Michele canta "The Wells Fargo Wagon". L'any següent, a The Wedding Singer (1998), Robbie ensenya a Rosie a cantar "'Til There Was You" per al seu 50è aniversari de noces.
El documental / documental de 2006 Pittsburgh se centra en l'actor Jeff Goldblum mentre intenta aconseguir una targeta verda per a la seva núvia canadenca, actor/cantant/ballarina, Catherine Wreford, apareixent amb ella com a protagonista en una producció teatral regional d'estiu de The Music Man a La ciutat natal de Goldblum, Pittsburgh, Pennsilvània.

### Música
El grup de sàtira política Capitol Steps parodia nombroses cançons de musicals, inclòs The Music Man. Per evocar el canvi del segle xx Main Street USA en alguns dels seus parcs temàtics d'arreu del món, Walt Disney Parks and Resorts utilitza cançons de l'espectacle, "76 Trombones" i "Wells Fargo Wagon". Bill Hayes va parodiar "Rock Island" en un musical industrial de 1959 Good News About Olds escrit per Max Hodge, amb la terminologia del producte Oldsmobile servint com a "whatayatalk".
El North Iowa Band Festival a Mason City, Iowa, és un esdeveniment anual que celebra la música amb un èmfasi especial en les bandes de música. Willson va tornar diverses vegades a la seva ciutat natal de Mason City durant la dècada de 1950 per participar en l'esdeveniment, inclosa la direcció de la "Big Parade", i les estrelles de la versió cinematogràfica van participar en l'esdeveniment el 1962.

### Producció original de Broadway
| Any  | Premi               | Categoria                               | Nominat          | Resultat  |
| ---- | ------------------- | --------------------------------------- | ---------------- | --------- |
| 1958 | Premi Theatre World | Premi Theatre World                     | Eddie Hodges     | Guanyador |
| 1958 | Premi Tony          | Millor musical                          | Millor musical   | Guanyador |
| 1958 | Premi Tony          | Millor actor protagonista de musical    | Robert Preston   | Guanyador |
| 1958 | Premi Tony          | Millor actriu de repartiment de musical | Barbara Cook     | Guanyador |
| 1958 | Premi Tony          | Millor actor de repartiment de musical  | David Burns      | Guanyador |
| 1958 | Premi Tony          | Millor actor de repartiment de musical  | Iggie Wolfington | Nominat   |
| 1958 | Premi Tony          | Millor direcció de musical              | Morton DaCosta   | Nominat   |
| 1958 | Premi Tony          | Millor coreografia                      | Onna White       | Nominat   |
| 1958 | Premi Tony          | Millor director musical                 | Herbert Greene   | Guanyador |
| 1958 | Premi Tony          | Millor tècnic d'escenari                | Sammy Knapp      | Nominat   |
| 1959 | Premi Tony          | Millor tècnic d'escenari                | Sammy Knapp      | Guanyador |

### Revival de Broadway de 1980
| Any  | Premi               | Categoria           | Nominat     | Resultat  |
| ---- | ------------------- | ------------------- | ----------- | --------- |
| 1981 | Premi Theatre World | Premi Theatre World | Meg Bussert | Guanyador |

### Revival de Broadway del 2000
| Any  | Premi               | Categoria                             | Nominat                         | Resultat  |
| ---- | ------------------- | ------------------------------------- | ------------------------------- | --------- |
| 2000 | Premi Tony          | Millor revival de musical             | Millor revival de musical       | Nominat   |
| 2000 | Premi Tony          | Millor actor protagonista de musical  | Craig Bierko                    | Nominat   |
| 2000 | Premi Tony          | Millor actriu protagonista de musical | Rebecca Luker                   | Nominat   |
| 2000 | Premi Tony          | Millor direcció de musical            | Susan Stroman                   | Nominat   |
| 2000 | Premi Tony          | Millor coreografia                    | Susan Stroman                   | Nominat   |
| 2000 | Premi Tony          | Millors orquestracions                | Doug Besterman                  | Nominat   |
| 2000 | Premi Tony          | Millor escenografia                   | Thomas Lynch                    | Nominat   |
| 2000 | Premi Tony          | Millor vestuari                       | William Ivey Long               | Nominat   |
| 2000 | Premi Drama Desk    | Revival de musical més destacat       | Revival de musical més destacat | Nominat   |
| 2000 | Premi Drama Desk    | Actor de musical més destacat         | Craig Bierko                    | Nominat   |
| 2000 | Premi Drama Desk    | Actriu de musical més destacada       | Rebecca Luker                   | Nominat   |
| 2000 | Premi Drama Desk    | Director de musical més destacat      | Susan Stroman                   | Nominat   |
| 2000 | Premi Drama Desk    | Coreografia més destacada             | Susan Stroman                   | Nominat   |
| 2000 | Premi Drama Desk    | Orquestració més destacada            | Doug Besterman                  | Nominat   |
| 2000 | Premi Drama Desk    | Escenografia més destacada            | Thomas Lynch                    | Nominat   |
| 2000 | Premi Drama Desk    | Vestuari més destacat                 | William Ivey Long               | Nominat   |
| 2000 | Premi Theatre World | Premi Theatre World                   | Craig Bierko                    | Guanyador |

### Revival de Broadway de 2022
| Any                                     | Premi                                                         | Categoria                                                     | Nominat   | Resultat |
| --------------------------------------- | ------------------------------------------------------------- | ------------------------------------------------------------- | --------- | -------- |
| 2022                                    |                                                               |                                                               |           |          |
| Premis Tony                             |                                                               |                                                               |           |          |
| Millor revival de musical               | Millor revival de musical                                     | Nominat                                                       |           |          |
| Millor actor protagonista de musical    | Hugh Jackman                                                  | Nominat                                                       |           |          |
| Millor actriu protagonista de musical   | Sutton Foster                                                 | Nominat                                                       |           |          |
| Millor actriu de repartiment de musical | Jayne Houdyshell                                              | Nominat                                                       |           |          |
| Millor vestuari a un musical            | Santo Loquasto                                                | Nominat                                                       |           |          |
| Millor coreografia                      | Warren Carlyle                                                | Nominat                                                       |           |          |
| Premis Drama Desk                       | Vestuari més Destacat a un musical                            | Santo Loquasto                                                | Nominat   |          |
| Premi Drama League                      | Revival de musical més destacat a Broadway o a l'Off-Broadway | Revival de musical més destacat a Broadway o a l'Off-Broadway | Nominat   |          |
| Premi Drama League                      | Direcció de musical més destacada                             | Jerry Zaks                                                    | Nominat   |          |
| Premi Drama League                      | Actuació més destacada                                        | Sutton Foster                                                 | Guanyador |          |
| Premi Drama League                      | Premi de la Fita Distingida a un Musical                      | Hugh Jackman                                                  | Guanyador |          |
| Premi Outer Critics Circle              | Revival de musical més destacat (Broadway o Off-Broadway)     | Revival de musical més destacat (Broadway o Off-Broadway)     | Nominat   |          |
| Premi Outer Critics Circle              | Coreografia més destacada                                     | Warren Carlyle                                                | Nominat   |          |
| Premi Outer Critics Circle              | Vestuari més destacat                                         | Santo Loquasto                                                | Nominat   |          |